# Saint-Gervais-du-Perron
Saint-Gervais-du-Perron település Franciaországban, Orne megyében. Lakosainak száma 346 fő (2022. január 1.). Saint-Gervais-du-Perron La Chapelle-près-Sées, Le Bouillon, Bursard, Ménil-Erreux, Neauphe-sous-Essai és Écouves községekkel határos.

## Népesség
A település népessége az elmúlt években az alábbi módon változott:
| Lakosok száma | 402  | 386  | 385  | 372  | 367  | 361  | 357  | 351  | 346  |
|               | 2013 | 2015 | 2016 | 2017 | 2018 | 2019 | 2020 | 2021 | 2022 |